# Frankie Negrón
Pour les articles homonymes, voir Négron (homonymie).
Frankie Negrón est un chanteur de salsa et de pop né le 21 janvier 1977 à Newark (New Jersey).

## Biographie
Ses parents sont originaires de Porto Rico et il une petite sœur, Jaqueline ("Jackie"), qui chante et qui danse, et un frère, David.
Il a sorti son premier album en étant à peine âgé de 20 ans. Il est produit par Sergio George.
Il a joué dans la comédie musicale de Paul Simon, jouée à Broadway, The Capeman, en 1998, et dans un film indépendant Boricua's Bond en 2000.

## Discographie

### Participation
- Hablar de Amor sur l'album N.O.R.E. Y La Familia... Ya Tu Sabe